# André Lafon
Pour les articles homonymes, voir Lafon.
André Lafon, né le 17 avril 1883 et mort le 5 mai 1915 à Bordeaux, est un écrivain français.
Membre de la Génération Perdue, très lié avec François Mauriac, Jean de La Ville de Mirmont et Martial-Piéchaud, il est  le premier lauréat du Grand prix de littérature de l'Académie française en 1912.

## Biographie
Issu d’une vieille famille blayaise, il effectue ses études à Bordeaux, avant que de rejoindre ses parents à l’âge de 17 ans dans la petite sous-préfecture girondine. La calme et lumineuse atmosphère de la cité nichée tout au bord de l’estuaire suscite ses premiers émois de poésie. Surveillant au collège de Blaye, il consacre ses moindres heures de liberté et une partie de ses nuits à l’étude et achève brillamment ses humanités.
En 1908, il publie son premier recueil de vers, les Poèmes provinciaux (éd. du Beffroi, Paris), puis en 1911, alors qu’il a gagné Paris, une deuxième série, La Maison pauvre (éd. du Temps présent, Paris).  Sur la recommandation de François Mauriac, il obtient un poste de surveillant puis de préfet d'étude à l'Institution Notre-Dame de Sainte-Croix de Neuilly. En 1912 paraît son premier roman, L’Élève Gilles (Perrin), qui est remarqué par Maurice Barrès et obtient le Grand prix de littérature de l'Académie française qui vient juste d'être créé. Le roman, délicate et mélancolique autobiographie de sa vie de collège, est réédité en 1956 avec une préface de François Mauriac, par le Club français du livre. En 1914, il publie un autre roman, La Maison sur la rive.
En 1915, il reçoit le prix Archon-Despérouses.
Il est fiancé un temps avec une amie des Mauriac, la femme de lettres Jeanne Alleman, en littérature Jean Balde. Peu de temps avant la guerre, il rompt les fiançailles. Quoique de santé délicate, André Lafon est reconnu apte au service lorsque la guerre éclate. Affecté comme gestionnaire ambulancier, il contracte la scarlatine et succombe à l’hôpital Saint-Nicolas de Bordeaux. Pour le personnage de Nicolas Plassac dans Galigaï, François Mauriac s’est inspiré de son grand ami André Lafon, auquel il consacre un essai, Vie et Mort d’un poète. Dans sa préface à L’Élève Gilles, il écrit : « L’univers tel qu’André Lafon le contemplait à mes côtés, mais qui l’avait en quelque sorte pénétré dès son enfance, il en avait été envahi, possédé, au point que, depuis Maurice de Guérin, nous chercherions en vain dans les lettres françaises un jeune être identifié à la nature comme le fut André Lafon. ».  François Mauriac évoque par ailleurs à plusieurs reprises son amitié avec André Lafon dans ses articles de presse publiés dans La Revue hebdomadaire ou L'Écho de Paris.

## Œuvres
- 1908 : Les Poèmes provinciaux, Paris, Éditions du Beffroi.
- 1911 : La Maison pauvre, Paris, Éditions du Temps présent.
- 1912 : L’Élève Gilles, Paris, Librairie académique Perrin.
- 1914 : La Maison sur la rive, Paris, Librairie académique Perrin.

En 1987, les Editions Ausone, à Blaye,  rééditent L'Élève Gilles, précédé par L'élève André de Michel Suffran et des illustrations hors texte de Jean-Charles de Munain et en 1995 préfacé de Anne-Marie Cocula avec un avant-propos de Jacques Monférier, précédé par L'élève André de Michel Suffran et de La veillée avec André Lafon de François Mauriac avec les illustrations hors texte de Jean-Charles de Munain. 
En 2010, les éditions Le Festin, à Bordeaux, rééditent dans leur collection des Cahiers de l’Éveilleur L’Élève Gilles, augmenté de la préface de François Mauriac et d’une postface inédite de l’essayiste Jean-Marie Planes.
En 2017, les éditions L'Éveilleur, à Bordeaux, rééditent L'Élève Gilles avec la préface de François Mauriac et la postface de Jean-Marie Planes.

## Liens externes